# 1076
سنة 1076 كانت سنة كبيسة تبدأ يوم الجمعة (الرابط يظهر نموذج التقويم الكامل للسنة) من التقويم اليولياني.

## أحداث
- نشوء دولة العيونيين في الأحساء محلَّ دولة القرامطة.

## مواليد
- أبو بكر بن العربي
- ميستسلاف الأول

## وفيات
- ابن حيان القرطبي.
- سفياتوسلاف ياروسلافيتش.
- الواحدي النيسابوري.
- روبرت الأول دوق بورغندي.
- ريموند برانجيه الأول.